# Миллер, Джордан (игрок в американский футбол, 1997)
Джордан Миллер (англ. Jordan Miller; 8 февраля 1997, Ошенсайд, Калифорния) — профессиональный американский футболист, выступающий на позиции корнербека в клубе НФЛ «Нью-Орлеан Сэйнтс». На студенческом уровне играл за команду Вашингтонского университета. На драфте НФЛ 2019 года выбран в пятом раунде.

## Биография
Джордан Миллер родился 8 февраля 1997 года в Ошенсайде в Калифорнии. Там же он окончил старшую школу. В составе её футбольной команды был участником плей-офф чемпионата штата в 2013 и 2014 годах. Также Миллер участвовал в чемпионате Калифорнии по лёгкой атлетике, выступал в прыжках в длину и тройном прыжке. После окончания школы он поступил в Вашингтонский университет.

### Любительская карьера
В сезоне 2015 года Миллер принял участие в тринадцати матчах команды, выходил на поле на позиции корнербека и в составе специальных команд. В 2016 году он сыграл в четырнадцати матчах. В третьем сезоне Миллер появлялся в стартовом составе «Хаскис» в первых семи играх, а в октябре в матче против «Аризоны Стейт» получил тяжёлую травму ноги и пропустил оставшуюся часть чемпионата. 
В 2018 году Миллер вернулся в стартовый состав команды и принял участие в двенадцати из четырнадцати игр. Два матча он пропустил из-за травм. В финальной игре турнира конференции Pac-12 против «Юты» он сделал три захвата. Также три захвата было на счету Миллера в Роуз Боуле, где «Вашингтон» играл с «Огайо Стейт».

#### Статистика выступлений в NCAA
| Сезон | Команда          | Игры | Захваты | Захваты | Захваты | Захваты | Захваты | Перехваты | Перехваты | Перехваты | Перехваты | Перехваты | Фамблы | Фамблы | Фамблы | Фамблы |
| Сезон | Команда          | Игры | Solo    | Ast     | Tot     | Loss    | Sk      | Int       | Yds       | Y/R       | TD        | PD        | FR     | Yds    | TD     | FF     |
| ----- | ---------------- | ---- | ------- | ------- | ------- | ------- | ------- | --------- | --------- | --------- | --------- | --------- | ------ | ------ | ------ | ------ |
| 2015  | Вашингтон Хаскис | 13   | 4       | 1       | 5       | 0,0     | 0,0     | 1         | 55        | 55,0      | 0         | 0         | 0      | 0      | 0      | 0      |
| 2016  | Вашингтон Хаскис | 14   | 6       | 1       | 7       | 0,0     | 0,0     | 1         | 0         | 0,0       | 0         | 1         | 1      | 0      | 0      | 0      |
| 2017  | Вашингтон Хаскис | 7    | 18      | 5       | 23      | 0,0     | 0,0     | 2         | 2         | 1,0       | 0         | 4         | 0      | 0      | 0      | 1      |
| 2018  | Вашингтон Хаскис | 12   | 20      | 6       | 26      | 2,0     | 0,0     | 2         | 0         | 0,0       | 0         | 6         | 0      | 0      | 0      | 2      |
| Всего | Всего            | 46   | 48      | 13      | 61      | 2,0     | 0,0     | 6         | 57        | 9,5       | 0         | 11        | 1      | 0      | 0      | 3      |

### Профессиональная карьера
Перед драфтом аналитик сайта НФЛ Лэнс Зирлейн характеризовал Миллера как высокого, но худого игрока, быстрого и способного играть жёстко, но с не лучшими навыками чтения игры и выбора позиции. К достоинствам игрока он относил возможность играть в персональном прикрытии и в схеме защиты с треми игроками секондари, его скорость, хороший контроль своего тела. Минусами Зирлейн называл нехватку атлетизма, историю травм Миллера, недостаток резкости, за счёт чего он уступает позицию ресиверам соперника.
Миллер был выбран «Атлантой» в пятом раунде драфта. Первые четыре игровых недели он пропустил, затем принял участие в десяти матчах регулярного чемпионата, в основном в составе специальных команд. В конце декабря НФЛ дисквалифицировала Миллера на четыре игры за нарушение политики лиги в отношении применения запрещённых препаратов. В проведённых матчах он отметился четырьмя захватами и одним подобранным фамблом. В 2020 году он принял участие в одном матче «Фэлконс», большую часть времени находясь в списке резервистов. В декабре клуб выставил Миллера на драфт отказов.
В межсезонье он подписал фьючерсный контракт с клубом «Сиэтл Сихокс», но в состав не пробился и в августе 2021 года был отчислен. Перед стартом регулярного чемпионата Миллер подписал соглашение с «Нью-Орлеан Сэйнтс» и в сентябре вошёл в основной состав команды.

#### Статистика выступлений в НФЛ

##### Регулярный чемпионат
| Сезон | Команда           | Игры | Захваты | Захваты | Захваты | Захваты | Захваты | Перехваты | Перехваты | Перехваты | Перехваты | Перехваты | Фамблы | Фамблы | Фамблы | Фамблы |
| Сезон | Команда           | Игры | Solo    | Ast     | Tot     | Loss    | Sk      | Int       | Yds       | Y/R       | TD        | PD        | FR     | Yds    | TD     | FF     |
| ----- | ----------------- | ---- | ------- | ------- | ------- | ------- | ------- | --------- | --------- | --------- | --------- | --------- | ------ | ------ | ------ | ------ |
| 2019  | Атланта Фэлконс   | 10   | 3       | 1       | 4       | 0       | 0,0     | 0         | 0         | 0,0       | 0         | 0         | 1      | 0      | 0      | 0      |
| 2020  | Атланта Фэлконс   | 1    | 1       | 0       | 1       | 0       | 0,0     | 0         | 0         | 0,0       | 0         | 0         | 0      | 0      | 0      | 0      |
| 2021  | Нью-Орлеан Сэйнтс | 1    | 0       | 0       | 0       | 0       | 0,0     | 0         | 0         | 0,0       | 0         | 0         | 0      | 0      | 0      | 0      |
| Всего | Всего             | 12   | 4       | 1       | 5       | 0       | 0,0     | 0         | 0         | 0,0       | 0         | 0         | 1      | 0      | 0      | 0      |

* На 10 января 2022 года